# Église Saint-Cyran du Blanc
Pour les articles homonymes, voir Église Saint-Cyran et Saint Cyran.
Ne doit pas être confondu avec Église Saint-Génitour du Blanc.
L'église Saint-Cyran du Blanc est une église catholique française. Elle est située sur le territoire de la commune du Blanc, dans le département de l'Indre, en région Centre-Val de Loire.

## Situation
L'église se trouve dans la commune du Blanc, au sud-ouest du département de l'Indre, en région Centre-Val de Loire. Elle est située dans la région naturelle du Blancois.

## Histoire
L'église fut construite au XIIe siècle.
Elle est construite près du Château-Naillac, dans ce qui constituait autrefois la seigneurie du Blanc en Berry. Aujourd'hui désaffectée, l'église Saint-Cyran sert de lieu d'exposition.
L'édifice est inscrit au titre des monuments historiques, le 11 mai 1932.

## Description
Sur le plan architectural, il faut remarquer l'ouverture primitive que surmonte une fenêtre dont la partie supérieure est ancienne. Un cordon orné de petits motifs isolés marque la naissance du pignon.
À l'intérieur, l'abside est voûtée en cul de four tandis qu'un berceau en blocage recouvre le chœur. Au-dessus de ce berceau s'élève le clocher. Entre la nef et le chœur, les impostes sont décorées de billettes. Une charpente recouvre la nef.
À l'extérieur, sur la face Est, se trouvent les vestiges d'une ancienne lanterne des Morts, aménagée dans un des renforts de l'église.